# (200385) 2000 QH194
(200385) 2000 QH194 es un asteroide perteneciente al cinturón de asteroides descubierto el 31 de agosto de 2000 por el equipo del Lincoln Near-Earth Asteroid Research desde el Laboratorio Lincoln, Socorro, Nuevo México, Estados Unidos.

## Designación y nombre
Designado provisionalmente como 2000 QH194.

## Características orbitales
2000 QH194 está situado a una distancia media del Sol de 2,349 ua, pudiendo alejarse hasta 2,773 ua y acercarse hasta 1,925 ua. Su excentricidad es 0,180 y la inclinación orbital 5,300 grados. Emplea 1315,57 días en completar una órbita alrededor del Sol.

## Características físicas
La magnitud absoluta de 2000 QH194 es 16,5. 